# Albin Lüdke
Albin Lüdke (* 25. März 1907 in Schneidemühl; † 18. März 1974 in Hamburg) war ein deutscher Widerstandskämpfer gegen den Nationalsozialismus.

## Leben und Wirken
Der nahe Posen geborene Lüdke arbeitete als Maler in Düsseldorf, wo er in den 1930er Jahren in der KPD aktiv war. Die Nationalsozialisten unterstellten ihm nach der Machtergreifung, die verbotene Rote Hilfe Deutschlands weiterzuführen und inhaftierten ihn aus diesem Grund im Juni 1933 im KZ Börgermoor. Die Haft endete am 22. Dezember 1933. Wenig später verbreitete er ein Flugblatt mit dem Titel „Rettet die 10 Gerresheimer Arbeiter“, die nach blutigen Streitigkeiten mit der SA hingerichtet werden sollten. Aus diesem Grund wurde Lüdke am 20. Januar 1934 erneut inhaftiert. Das Oberlandesgericht Hamm beurteilte die Verbreitung der Zettel als „Vorbereitung zum Hochverrat“ und verhängte gegen Lüdke eine fünfzehnmonatige Zuchthausstrafe. Die Haftzeit in Remscheid-Lüttringhausen endete am 21. April 1935. Am 2. Juli 1935 wurde er erneut festgenommen. Lüdke verbrachte vier Wochen in Polizeihaft und wurde anschließend in das KZ Esterwegen verlegt. Da die Justiz das Konzentrationslager übernehmen sollte, wurden Lüdke und alle Mithäftlinge am 1. September 1936 in das KZ Sachsenhausen verlegt. Da er als „politisch Rückfälliger“ galt, erhielt Lüdke einen Platz in der „Isolierung“. In diesen, dem Lager ausgegliederten Baracken, befanden sich zahlreiche Kommunisten, die die SS immer wieder misshandelte. Die Zeugen Jehovas, deren Blockältester er war, brachten ihm großen Respekt entgegen, da er ihren Glauben zwar nicht teilte, jedoch akzeptierte.
Nach fast vierjähriger Haftzeit in Sachsenhausen wurde Lüdke am 4. Juni 1940 in das KZ Neuengamme verlegt. Als Mitglied der Malerkolonne wurde er acht Wochen später zum Vorarbeiter und später zum Kapo ernannt. Auch wenn er die Mithäftlinge hätte schlagen können, machte er davon keinen Gebrauch und bereicherte sich nicht an ihnen. Mithäftlinge sagten nach Kriegsende, dass er  auch unter Druck seitens der SS stets ruhig und besonnen gehandelt habe. Im Januar 1943 wurde Lüdke zum „Arbeitseinsatzkapo“ befördert. Im Büro des SS-Führers organisierte er die Arbeit der Gefangenen und manipulierte Transportlisten, sodass lebensgefährlich bedrohte Insassen in Außenlager verlegt wurden. Kurz vor Ende des Zweiten Weltkriegs wurde Lüdke zur SS-Sondereinheit Dirlewanger abkommandiert. Mit dieser Truppe ging er am 29. April 1945 zur Kaserne der SS in Hamburg-Langenhorn. Einige Tage später konnte er fliehen.
Unmittelbar nach Kriegsende bereitete Lüdke gemeinsam mit der Britischen Besatzungsmacht Prozesse gegen KZ-Aufseher vor. Im Hof das Gerichtsgefängnisses in Altona benannte er bei Gegenüberstellungen das Wachpersonal des Lagers. Vom 18. März bis zum 3. Mai 1946 sagte er als erster Zeuge beim Neuengamme-Hauptprozess aus. An drei Verhandlungstagen beschrieb er die Organisation des KZs, machte Aussagen zu den zehn bedeutendsten Anklagepunkten und den Persönlichkeiten der 14 Angeklagten. Im Rahmen eines Ortstermins erläuterte er der Justiz das KZ-Gelände.
Lüdke lebte später in Hamburg, wo er einen kleinen Malerbetrieb eröffnete. Als überzeugter Kommunist engagierte er sich für die KPD und erhielt nach deren Verbot 1956 eine dreimonatige Haftstrafe auf Bewährung aufgrund illegaler Aktivitäten für die Partei. Am 6. Juli 1948 gründete er die Arbeitsgemeinschaft Neuengamme mit und amtierte bis zu seinem Tod im März 1974 als erster Vorsitzender des Verbandes.